# سیارک ۸۸

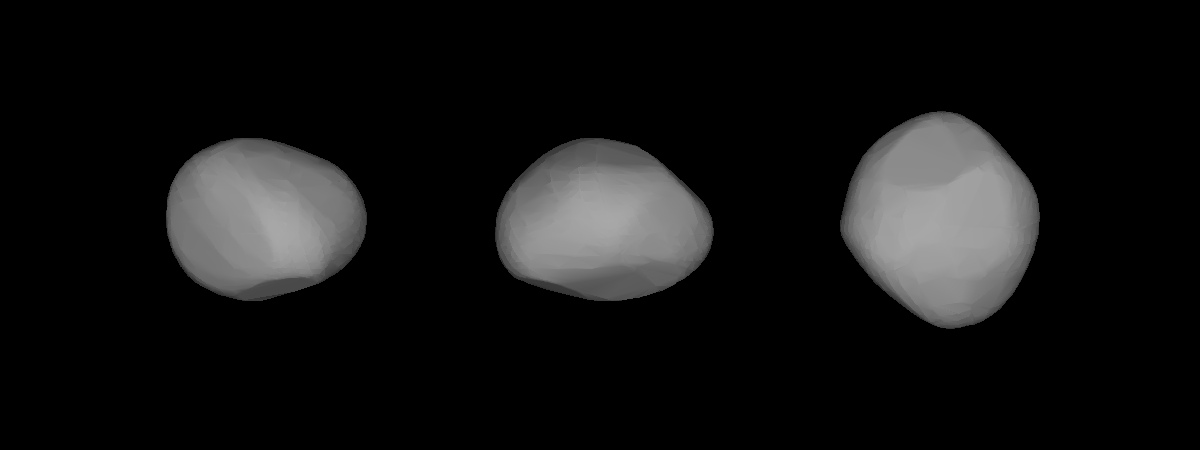
مدل سه‌بُعدی سیارک ۸۸ بر اساس منحنی نور آن

سیارک ۸۸ (به انگلیسی: 88 Thisbe) هشتاد و هشتمین سیارک کشف شده‌است که در ۱۵ ژوئن ۱۸۶۶ کشف شد.
قدر مطلق سیارک برابر ۷٫۰۴ است.